# Tuxpanguillo
Tuxpanguillo es un pueblo que está ubicado en el municipio de Ixtaczoquitlán. Es la cuarta localidad más poblada de este, con 3884 habitantes. Se encuentra a 797 metros sobre el nivel del mar. Está a 85 kilómetros de la capital del estado de Veracruz, Xalapa, y a 220 kilómetros de la Ciudad de México.

## Demografía
| Gráfica de evolución de Tuxpanguillo entre 1900 y 2020 |
|                                                        |

| Año  | Total | Hombres | Mujeres |
| ---- | ----- | ------- | ------- |
| 2020 | 3,884 | 1,876   | 2,008   |
| 2010 | 3,594 | 1,766   | 1,828   |
| 2005 | 3,389 | 1,658   | 1,731   |
| 2000 | 3,688 | 1,840   | 1,848   |
| 1995 | 3,280 | 1,656   | 1,624   |
| 1990 | 3,224 | 1,625   | 1,599   |
| 1980 | 2,266 | -       | -       |
| 1970 | 2,218 | -       | -       |
| 1960 | 1,899 | 972     | 927     |
| 1950 | 1,299 | 659     | 640     |
| 1940 | 1,012 | 498     | 514     |
| 1930 | 782   | 432     | 350     |
| 1921 | 455   | 241     | 214     |
| 1910 | 526   | 258     | 268     |
| 1900 | 480   | 242     | 238     |